# Кэйн, Майкл (канадский актёр)
Майкл Кейн (англ. Michael Kane; 21 марта 1922, Монреаль, Квебек — 14 декабря 2007, Лос-Анджелес, Калифорния) — канадский актёр кино и телевидения, работавший как в канадском, так и в американском кино и на телевидении Он был наиболее известен как двукратный номинант на премию ACTRA Award за лучшую телевизионную работу, получив награды на 2-й церемонии вручения премии ACTRA Awards в 1973 году за телевизионный фильм «Одноразовый человек» и на 4-й церемонии вручения премии ACTRA Awards в 1975 году за драматический сериал «Сотрудники».

## Происхождение и семья
Уроженец Монреаля, Квебек, он служил в Королевских канадских военно-воздушных силах во время Второй мировой войны и решил заняться актёрским мастерством после участия в ряде различных шоу.
Он был дядей актёра Арта Хиндла.

## Карьера
Свою актёрскую карьеру он начал в Нью-Йорке, снявшись в таких драматических телесериалах-антологиях, как «И гаснет свет», «Паутина», «Омнибус» и «Камера три». Он также сыграл Ангуса в телевизионной постановке «Макбет» 1954 года и несколько месяцев играл в мыльной опере «Путеводный свет».
В 1957 году он получил награду за свою игру в постановке пьесы Джеймса Джойса « Изгнанники» на офф-бродвейском театре. В том же году он был утверждён на роль Лаэрта в постановке «Гамлета» на Стратфордском фестивале, но был исключён из постановки и впоследствии подал в суд за неправомерное увольнение. В следующем году он поставил свой собственный моноспектакль в Стратфорде, без участия в фестивалях, получив признание за свой выбор монологов разных драматургов.
В 1959 году он сыграл Джейми в постановке «Долгий день уходит в ночь» в монреальском театре «Новый мир» вместе с Яном Китом в роли Джеймса, Милдред Даннок в роли Мэри, Эйлин Клиффорд в роли Кэтлин и Роландом Хьюгиллом в роли Эдмунда.
В начале 1960-х годов он переехал в Англию, где имел некоторый успех в театральных ролях, пока его карьера не была прервана ростом известности Майкла Кейна с таким же именем.
В 1965 году он появился в фильме «Бедфордский инцидент».
В 1967 году он вернулся в Монреаль, чтобы выступить с моноспектаклем «Майкл Кейн на сцене». Вскоре после этого он вернулся в Канаду на постоянное жительство и снова регулярно появлялся в канадских телевизионных и театральных постановках, включая гостевое появление в 1968 году в фильме «Квентин Дёргенс, член парламента», театральном фильме «Любовь в мире с четырьмя буквами» и телевизионных фильмах «Дополнительные льготы», «День, когда они убили снеговика», «Одноразовый человек» и «Афера Слоун».
Начиная с 1973 года он играл главную роль Джима Брюэра в первом сезоне полицейского драматического сериала «Коллабораторы». После съёмок трёх эпизодов второго сезона шоу он покинул сериал, а Канадская вещательная корпорация заявила, что он ушёл по состоянию здоровья, но Кейн оспорил это, заявив, что его уволили за требование повышения заработной платы из-за чрезмерной сверхурочной работы.
На протяжении всей своей карьеры он также часто выступал в качестве рассказчика в документальных фильмах для Национального совета по кинематографии Канады и других продюсеров документальных фильмов.

## Фильмография

### Фильмы
| Год  | Заголовок                        | Роль              | Примечания |
| ---- | -------------------------------- | ----------------- | ---------- |
| 1962 | Одинокие — храбрые               | Пол Бонди         |            |
| 1965 | Бедфордский инцидент             | Коммандер Эллисон |            |
| 1965 | Обещай ей все, что угодно        | Врач-стажёр       |            |
| 1970 | Любовь в мире из четырёх букв    | Гарри Хейвен      |            |
| 1975 | Три дня Кондора                  | SW Уикс           |            |
| 1980 | Сумасшествие среднего возраста   | Эйб Титус         |            |
| 1980 | Похищение президента             | Херб Моррис       |            |
| 1981 | Ваш билет больше не действителен | Стейнхарт         |            |
| 1983 | Напрямик                         | Гарри Бёрнс       |            |

### Телевидение
| Year      | Title                           | Role                  | Notes           |
| --------- | ------------------------------- | --------------------- | --------------- |
| 1950      | Lights Out                      |                       | One episode     |
| 1950      | The Web                         |                       | One episode     |
| 1954      | Macbeth                         | Angus                 |                 |
| 1955      | Omnibus                         | Homer                 |                 |
| 1955-1958 | Camera Three                    | Various roles         |                 |
| 1956      | Guiding Light                   | Paul Fletcher         |                 |
| 1957      | The Seven Lively Arts           | Narrator              | One episode     |
| 1959-1960 | R.C.M.P.                        | Various characters    | Three episodes  |
| 1960      | The Romance of Science          | Charles Darwin        |                 |
| 1968      | Quentin Durgens, M.P.           | Damon Kingsley Branch | One episode     |
| 1969      | Fringe Benefits                 |                       |                 |
| 1970      | The Day They Killed the Snowman | Eli Sommer            | Television film |
| 1972      | The Disposable Man              | George Harris         | Television film |
| 1973      | The Sloane Affair               | Alan Sloane           |                 |
| 1973-1974 | The Collaborators               | Det. Sgt. Jim Brewer  |                 |
| 1987      | The Gunfighters                 | Governor Hornbeck     |                 |

### Документальные фильмы
| Год  | Заголовок                  | Примечания |
| ---- | -------------------------- | ---------- |
| 1958 | Лицо Высокой Арктики       |            |
| 1965 | Бастер Китон снова на коне |            |
| 1966 | Никогда ни шагу назад      |            |
| 1973 | Грирсон                    |            |
| 1978 | Обуздай ветер              |            |
| 1979 | Пройти расстояние          |            |

## References
1. 1 2 3 4  mymovies.it — 2000.
2. 1 2 3 4  Library of Congress Library of Congress Name Authority File (англ.)
3. 1 2 3  Paul King, «Actor Michael Kane always steers his own course» Архивная копия от 11 декабря 2023 на Wayback Machine. Montreal Gazette, July 10, 1974.
4. ↑  Ron Base, «Words of love». Windsor Star, April 28, 1973.
5. ↑  Blaik Kirby, «Can ACTRA awards end Canada’s inferiority complex?». The Globe and Mail, April 22, 1975.
6. 1 2  «Michael Kane Stars With MRT» Архивная копия от 12 декабря 2023 на Wayback Machine. Montreal Gazette, September 12, 1959.
7. ↑  «Art Hindle is up to his ears in deadly intrigue». The Globe and Mail, March 21, 1987.
8. ↑  «Michael Kane signs with Stratford» Архивная копия от 12 декабря 2023 на Wayback Machine. Toronto Star, May 11, 1957.
9. ↑  «Being Sued by Actor» Архивная копия от 12 декабря 2023 на Wayback Machine. Calgary Albertan, June 5, 1958.
10. ↑  Bill Boss, «Michael Kane opens show at Stratford» Архивная копия от 12 декабря 2023 на Wayback Machine. Montreal Star, June 25, 1958.
11. ↑  «Broadway Stars in Local Production of O’Neill Play» Архивная копия от 12 декабря 2023 на Wayback Machine. Montreal Star, February 7, 1959.
12. ↑  «Michael Kane Takes Family To England». Hamilton Spectator, April 16, 1963.
13. 1 2  «Montreal Actor Kane Stars In Richard Widmark Movie» Архивная копия от 12 декабря 2023 на Wayback Machine. Red Deer Advocate, March 5, 1965.
14. ↑  Francean Campbell, «His Readings Really Actor’s Showcase» Архивная копия от 12 декабря 2023 на Wayback Machine. Montreal Star, April 8, 1967.
15. ↑  «CBOT Highlights» Архивная копия от 12 декабря 2023 на Wayback Machine. Ottawa Journal, November 9, 1968.
16. ↑  Marilyn Beker, «Montreal-made film a little too Hollywoodish». Montreal Gazette, August 15, 1970.
17. ↑  Les Wedman, «Tax Changes Plus Football». Vancouver Sun, November 8, 1969.
18. ↑  «Weekend’s Top Shows» Архивная копия от 12 декабря 2023 на Wayback Machine. Victoria Times-Colonist, February 21, 1970.
19. ↑  «Spy comes home — to forget» Архивная копия от 12 декабря 2023 на Wayback Machine. Calgary Albertan, October 6, 1972.
20. ↑  Sheila McCook, «Sloane Affair: Trials of a taxman» Архивная копия от 12 декабря 2023 на Wayback Machine. Ottawa Citizen, February 14, 1973.
21. ↑  Frank Penn, «Just another slick series — this time from CBC» Архивная копия от 12 декабря 2023 на Wayback Machine. Ottawa Citizen, September 6, 1973.
22. ↑  «CBC police series loses second star» Архивная копия от 12 декабря 2023 на Wayback Machine. Waterloo Region Record, May 16, 1974.